# Maciej Tataj
Maciej Tataj (Varsavia, 9 gennaio 1980) è un ex calciatore polacco, di ruolo attaccante.